# 亞歷山德拉·瑪麗·希爾斯基
亞歷山德拉·瑪麗·希爾斯基（英語：Alexandra Mary Hirschi，1985年9月21日—），小名：亞歷克絲（Alex），網名：超級跑車金髮女郎（Supercar Blondie），是旅居杜拜的澳大利亞籍女性網路名人、主持人、，以罕有超級跑車的試車影片而聞名，外貌與歌手關·史蒂芬妮有點相似。她的Facebook和Instagram分別有3.9千萬和8.8百萬個追隨者，而她的YouTube頻道則有1900.5萬個訂戶。她的Facebook頁面於2018年被列為全球增長最快的汽車類頁面。

## 私人生活
亞歷克絲生於澳大利亞昆士蘭州首府布里斯本，11歲已經學會開車，自小對汽車充滿興趣。她的第一輛汽車是兄長們傳給她的三菱Lancer。中學畢業後入讀昆士蘭科技大學，主修新聞與商業，2008年搬到杜拜，於杜拜眼103.8當上電台節目主持人，曾訪問過不少國際巨星，包括：約翰·屈伏塔、積·佳蘭賀、連恩·尼遜等等。

## 職業生涯
2018年3月，亞歷克絲被《阿拉伯商業雜誌》評為阿拉伯世界最具影響力的50位女性之一。